# ベンカルダン
ベンカルダン (アラビア語: بنقردان, بن قردان) は、チュニジアの南東部にある海岸都市であり、地中海に面する。主に晴れて乾燥しており、古く伝統的。